# EPrix van Ad Diriyah 2024
De ePrix van Ad Diriyah 2024 werd gehouden over twee races op 26 en 27 januari 2023 op het Riyadh Street Circuit. Dit waren de tweede en derde races van het tiende Formule E-seizoen.
De eerste race werd gewonnen door Andretti-coureur Jake Dennis, die zijn eerste ePrix-zege als regerend wereldkampioen behaalde. Jean-Éric Vergne werd voor DS vanaf pole position tweede, terwijl Jaguar-rijder Nick Cassidy derde werd.
De tweede race werd gewonnen door Cassidy, die voor de zesde keer een Formule E-race op zijn naam schreef. Robin Frijns werd voor Envision tweede, terwijl Nissan-coureur Oliver Rowland vanaf pole position derde werd.

## Race 1

### Kwalificatie

#### Groepsfase
De top vier uit iedere groep kwalificeerde zich voor de knockoutfase.
Groep A
| Pos. | Nr. | Coureur         | Constructeur     | Tijd     |
| ---- | --- | --------------- | ---------------- | -------- |
| 1    | 37  | Nick Cassidy    | Jaguar           | 1:12.619 |
| 2    | 1   | Jake Dennis     | Andretti-Porsche | 1:12.779 |
| 3    | 94  | Pascal Wehrlein | Porsche          | 1:12.872 |
| 4    | 9   | Mitch Evans     | Jaguar           | 1:13.006 |
| 5    | 5   | Jake Hughes     | McLaren-Nissan   | 1:13.207 |
| 6    | 4   | Robin Frijns    | Envision-Jaguar  | 1:13.272 |
| 7    | 22  | Oliver Rowland  | Nissan           | 1:13.350 |
| 8    | 51  | Nico Müller     | Abt-Mahindra     | 1:13.531 |
| 9    | 11  | Lucas di Grassi | Abt-Mahindra     | 1:13.729 |
| 10   | 48  | Edoardo Mortara | Mahindra         | 1:13.791 |
| 11   | 21  | Nyck de Vries   | Mahindra         | 1:14.254 |

Groep B
| Pos. | Nr. | Coureur                | Constructeur     | Tijd     |
| ---- | --- | ---------------------- | ---------------- | -------- |
| 1    | 25  | Jean-Éric Vergne       | DS               | 1:12.856 |
| 2    | 3   | Sérgio Sette Câmara    | ERT              | 1:12.897 |
| 3    | 7   | Maximilian Günther     | Maserati         | 1:12.931 |
| 4    | 17  | Norman Nato            | Andretti-Porsche | 1:12.933 |
| 5    | 8   | Sam Bird               | McLaren-Nissan   | 1:13.147 |
| 6    | 2   | Stoffel Vandoorne      | DS               | 1:13.167 |
| 7    | 16  | Sébastien Buemi        | Envision-Jaguar  | 1:13.186 |
| 8    | 23  | Sacha Fenestraz        | Nissan           | 1:13.294 |
| 9    | 13  | António Félix da Costa | Porsche          | 1:13.367 |
| 10   | 33  | Dan Ticktum            | ERT              | 1:13.446 |
| 11   | 18  | Jehan Daruvala         | Maserati         | 1:14.054 |

#### Knockoutfase
De combinatie letter/cijfer staat voor de groep waarin de betreffende coureur uitkwam en de positie die hij in deze groep behaalde.
|  | Kwartfinale         | Kwartfinale      |                     |          | Halve finale | Halve finale |  |  | Finale | Finale |
|  |                     |                  |                     |          |              |              |  |  |        |        |
|  |                     |                  |                     |          |              |              |  |  |        |        |
|  | A3-A2               |                  |                     |          |              |              |  |  |        |        |
|  |                     |                  |                     |          |              |              |  |  |        |        |
|  | Pascal Wehrlein     | 1:12.610         |                     |          |              |              |  |  |        |        |
|  | Pascal Wehrlein     | 1:12.610         | K1-K2               |          |              |              |  |  |        |        |
|  | Jake Dennis         | 1:12.527         |                     |          |              |              |  |  |        |        |
|  | Jake Dennis         | 1:12.527         | Jake Dennis         | 1:12.079 |              |              |  |  |        |        |
|  | A4-A1               |                  | Jake Dennis         | 1:12.079 |              |              |  |  |        |        |
|  |                     | Mitch Evans      | 1:11.992            |          |              |              |  |  |        |        |
|  | Mitch Evans         | Mitch Evans      | 1:11.992            | 1:12.313 |              |              |  |  |        |        |
|  | Mitch Evans         |                  | H1-H2               | 1:12.313 |              |              |  |  |        |        |
|  | Nick Cassidy        | 1:12.821         |                     |          |              |              |  |  |        |        |
|  | Nick Cassidy        | 1:12.821         | Mitch Evans         | 1:12.134 |              |              |  |  |        |        |
|  | B3-B2               |                  | Mitch Evans         | 1:12.134 |              |              |  |  |        |        |
|  |                     | Jean-Éric Vergne | 1:12.062            |          |              |              |  |  |        |        |
|  | Maximilian Günther  | Jean-Éric Vergne | 1:12.062            | 1:12.892 |              |              |  |  |        |        |
|  | Maximilian Günther  | K3-K4            |                     | 1:12.892 |              |              |  |  |        |        |
|  | Sérgio Sette Câmara | 1:12.495         |                     |          |              |              |  |  |        |        |
|  | Sérgio Sette Câmara | 1:12.495         | Sérgio Sette Câmara | 1:12.611 |              |              |  |  |        |        |
|  | B4-B1               |                  | Sérgio Sette Câmara | 1:12.611 |              |              |  |  |        |        |
|  |                     | Jean-Éric Vergne | 1:12.125            |          |              |              |  |  |        |        |
|  | Norman Nato         | Jean-Éric Vergne | 1:12.125            | 1:12.475 |              |              |  |  |        |        |
|  | Norman Nato         |                  |                     | 1:12.475 |              |              |  |  |        |        |
|  | Jean-Éric Vergne    | 1:12.164         |                     |          |              |              |  |  |        |        |
|  | Jean-Éric Vergne    | 1:12.164         |                     |          |              |              |  |  |        |        |

#### Startopstelling
| Pos. | Nr. | Coureur                | Constructeur     |
| ---- | --- | ---------------------- | ---------------- |
| 1    | 25  | Jean-Éric Vergne       | DS               |
| 2    | 9   | Mitch Evans            | Jaguar           |
| 3    | 1   | Jake Dennis            | Andretti-Porsche |
| 4    | 3   | Sérgio Sette Câmara    | ERT              |
| 5    | 17  | Norman Nato            | Andretti-Porsche |
| 6    | 94  | Pascal Wehrlein        | Porsche          |
| 7    | 37  | Nick Cassidy           | Jaguar           |
| 8    | 7   | Maximilian Günther     | Maserati         |
| 9    | 8   | Sam Bird               | McLaren-Nissan   |
| 10   | 5   | Jake Hughes            | McLaren-Nissan   |
| 11   | 2   | Stoffel Vandoorne      | DS               |
| 12   | 4   | Robin Frijns           | Envision-Jaguar  |
| 13   | 16  | Sébastien Buemi        | Envision-Jaguar  |
| 14   | 22  | Oliver Rowland         | Nissan           |
| 15   | 23  | Sacha Fenestraz        | Nissan           |
| 16   | 51  | Nico Müller            | Abt-Mahindra     |
| 17   | 11  | Lucas di Grassi        | Abt-Mahindra     |
| 18   | 33  | Dan Ticktum            | ERT              |
| 19   | 48  | Edoardo Mortara        | Mahindra         |
| 20   | 13  | António Félix da Costa | Porsche          |
| 21   | 18  | Jehan Daruvala         | Maserati         |
| 22   | 21  | Nyck de Vries          | Mahindra         |

### Race
| Pos. | Nr. | Coureur                | Constructeur     | Rondes | Tijd/Oorzaak uitval | Grid | Punten |
| ---- | --- | ---------------------- | ---------------- | ------ | ------------------- | ---- | ------ |
| 1    | 1   | Jake Dennis            | Andretti-Porsche | 37     | 45:56.452           | 3    | 28     |
| 2    | 25  | Jean-Éric Vergne       | DS               | 37     | +13.289             | 1    | 21     |
| 3    | 37  | Nick Cassidy           | Jaguar           | 37     | +13.824             | 7    | 15     |
| 4    | 8   | Sam Bird               | McLaren-Nissan   | 37     | +14.620             | 9    | 12     |
| 5    | 9   | Mitch Evans            | Jaguar           | 37     | +15.174             | 2    | 10     |
| 6    | 17  | Norman Nato            | Andretti-Porsche | 37     | +15.661             | 5    | 8      |
| 7    | 7   | Maximilian Günther     | Maserati         | 37     | +16.267             | 8    | 6      |
| 8    | 94  | Pascal Wehrlein        | Porsche          | 37     | +16.387             | 6    | 4      |
| 9    | 3   | Sérgio Sette Câmara    | ERT              | 37     | +26.606             | 4    | 2      |
| 10   | 4   | Robin Frijns           | Envision-Jaguar  | 37     | +26.968             | 12   | 1      |
| 11   | 5   | Jake Hughes            | McLaren-Nissan   | 37     | +27.021             | 10   |        |
| 12   | 16  | Sébastien Buemi        | Envision-Jaguar  | 37     | +27.472             | 13   |        |
| 13   | 22  | Oliver Rowland         | Nissan           | 37     | +27.973             | 14   |        |
| 14   | 2   | Stoffel Vandoorne      | DS               | 37     | +28.366             | 11   |        |
| 15   | 48  | Edoardo Mortara        | Mahindra         | 37     | +29.397             | 19   |        |
| 16   | 13  | António Félix da Costa | Porsche          | 37     | +29.885             | 20   |        |
| 17   | 21  | Nyck de Vries          | Mahindra         | 37     | +30.419             | 22   |        |
| 18   | 51  | Nico Müller            | Abt-Mahindra     | 37     | +30.884             | 16   |        |
| 19   | 11  | Lucas di Grassi        | Abt-Mahindra     | 37     | +31.188             | 17   |        |
| 20   | 18  | Jehan Daruvala         | Maserati         | 37     | +31.541             | 21   |        |
| 21   | 33  | Dan Ticktum            | ERT              | 37     | +1:04.712           | 18   |        |
| DNF  | 23  | Sacha Fenestraz        | Nissan           | 12     | Schade ophanging    | 15   |        |

## Race 2

### Kwalificatie

#### Groepsfase
De top vier uit iedere groep kwalificeerde zich voor de knockoutfase.
Groep A
| Pos. | Nr. | Coureur                | Constructeur     | Tijd     |
| ---- | --- | ---------------------- | ---------------- | -------- |
| 1    | 23  | Sacha Fenestraz        | Nissan           | 1:10.641 |
| 2    | 4   | Robin Frijns           | Envision-Jaguar  | 1:10.784 |
| 3    | 25  | Jean-Éric Vergne       | DS               | 1:10.801 |
| 4    | 2   | Stoffel Vandoorne      | DS               | 1:10.836 |
| 5    | 94  | Pascal Wehrlein        | Porsche          | 1:10.946 |
| 6    | 7   | Maximilian Günther     | Maserati         | 1:10.993 |
| 7    | 9   | Mitch Evans            | Jaguar           | 1:11.042 |
| 8    | 33  | Dan Ticktum            | ERT              | 1:11.307 |
| 9    | 21  | Nyck de Vries          | Mahindra         | 1:11.327 |
| 10   | 17  | Norman Nato            | Andretti-Porsche | 1:11.390 |
| 11   | 13  | António Félix da Costa | Porsche          | 1:13.367 |

Groep B
| Pos. | Nr. | Coureur             | Constructeur     | Tijd     |
| ---- | --- | ------------------- | ---------------- | -------- |
| 1    | 22  | Oliver Rowland      | Nissan           | 1:10.486 |
| 2    | 37  | Nick Cassidy        | Jaguar           | 1:10.760 |
| 3    | 5   | Jake Hughes         | McLaren-Nissan   | 1:10.847 |
| 4    | 18  | Jehan Daruvala      | Maserati         | 1:10.904 |
| 5    | 3   | Sérgio Sette Câmara | ERT              | 1:10.986 |
| 6    | 16  | Sébastien Buemi     | Envision-Jaguar  | 1:11.152 |
| 7    | 8   | Sam Bird            | McLaren-Nissan   | 1:11.165 |
| 8    | 1   | Jake Dennis         | Andretti-Porsche | 1:11.228 |
| 9    | 51  | Nico Müller         | Abt-Mahindra     | 1:11.368 |
| 10   | 48  | Edoardo Mortara     | Mahindra         | 1:11.386 |
| 11   | 11  | Lucas di Grassi     | Abt-Mahindra     | 1:11.806 |

#### Knockoutfase
De combinatie letter/cijfer staat voor de groep waarin de betreffende coureur uitkwam en de positie die hij in deze groep behaalde.
|  | Kwartfinale       | Kwartfinale       |              |          | Halve finale | Halve finale |  |  | Finale | Finale |
|  |                   |                   |              |          |              |              |  |  |        |        |
|  |                   |                   |              |          |              |              |  |  |        |        |
|  | A3-A2             |                   |              |          |              |              |  |  |        |        |
|  |                   |                   |              |          |              |              |  |  |        |        |
|  | Jean-Éric Vergne  | 1:11.112          |              |          |              |              |  |  |        |        |
|  | Jean-Éric Vergne  | 1:11.112          | K1-K2        |          |              |              |  |  |        |        |
|  | Robin Frijns      | 1:10.885          |              |          |              |              |  |  |        |        |
|  | Robin Frijns      | 1:10.885          | Robin Frijns | 1:10.415 |              |              |  |  |        |        |
|  | A4-A1             |                   | Robin Frijns | 1:10.415 |              |              |  |  |        |        |
|  |                   | Stoffel Vandoorne | 1:10.627     |          |              |              |  |  |        |        |
|  | Stoffel Vandoorne | Stoffel Vandoorne | 1:10.627     | 1:10.539 |              |              |  |  |        |        |
|  | Stoffel Vandoorne |                   | H1-H2        | 1:10.539 |              |              |  |  |        |        |
|  | Sacha Fenestraz   | 1:11.077          |              |          |              |              |  |  |        |        |
|  | Sacha Fenestraz   | 1:11.077          | Robin Frijns | 1:10.329 |              |              |  |  |        |        |
|  | B3-B2             |                   | Robin Frijns | 1:10.329 |              |              |  |  |        |        |
|  |                   | Oliver Rowland    | 1:10.055     |          |              |              |  |  |        |        |
|  | Jake Hughes       | Oliver Rowland    | 1:10.055     | 1:10.994 |              |              |  |  |        |        |
|  | Jake Hughes       | K3-K4             |              | 1:10.994 |              |              |  |  |        |        |
|  | Nick Cassidy      | 1:10.385          |              |          |              |              |  |  |        |        |
|  | Nick Cassidy      | 1:10.385          | Nick Cassidy | 1:10.295 |              |              |  |  |        |        |
|  | B4-B1             |                   | Nick Cassidy | 1:10.295 |              |              |  |  |        |        |
|  |                   | Oliver Rowland    | 1:10.098     |          |              |              |  |  |        |        |
|  | Jehan Daruvala    | Oliver Rowland    | 1:10.098     | 1:10.786 |              |              |  |  |        |        |
|  | Jehan Daruvala    |                   |              | 1:10.786 |              |              |  |  |        |        |
|  | Oliver Rowland    | 1:10.149          |              |          |              |              |  |  |        |        |
|  | Oliver Rowland    | 1:10.149          |              |          |              |              |  |  |        |        |

#### Startopstelling
| Pos. | Nr. | Coureur                | Constructeur     |
| ---- | --- | ---------------------- | ---------------- |
| 1    | 22  | Oliver Rowland         | Nissan           |
| 2    | 4   | Robin Frijns           | Envision-Jaguar  |
| 3    | 37  | Nick Cassidy           | Jaguar           |
| 4    | 2   | Stoffel Vandoorne      | DS               |
| 5    | 18  | Jehan Daruvala         | Maserati         |
| 6    | 5   | Jake Hughes            | McLaren-Nissan   |
| 7    | 23  | Sacha Fenestraz        | Nissan           |
| 8    | 25  | Jean-Éric Vergne       | DS               |
| 9    | 3   | Sérgio Sette Câmara    | ERT              |
| 10   | 94  | Pascal Wehrlein        | Porsche          |
| 11   | 7   | Maximilian Günther     | Maserati         |
| 12   | 8   | Sam Bird               | McLaren-Nissan   |
| 13   | 9   | Mitch Evans            | Jaguar           |
| 14   | 1   | Jake Dennis            | Andretti-Porsche |
| 15   | 33  | Dan Ticktum            | ERT              |
| 16   | 51  | Nico Müller            | Abt-Mahindra     |
| 17   | 21  | Nyck de Vries          | Mahindra         |
| 18   | 48  | Edoardo Mortara        | Mahindra         |
| 19   | 17  | Norman Nato            | Andretti-Porsche |
| 20   | 11  | Lucas di Grassi        | Abt-Mahindra     |
| 21   | 13  | António Félix da Costa | Porsche          |
| WD   | 16  | Sébastien Buemi        | Envision-Jaguar  |

### Race
| Pos. | Nr. | Coureur                | Constructeur     | Rondes | Tijd/Oorzaak uitval | Grid | Punten |
| ---- | --- | ---------------------- | ---------------- | ------ | ------------------- | ---- | ------ |
| 1    | 37  | Nick Cassidy           | Jaguar           | 36     | 43:51.868           | 3    | 28     |
| 2    | 4   | Robin Frijns           | Envision-Jaguar  | 36     | +1.192              | 2    | 18     |
| 3    | 22  | Oliver Rowland         | Nissan           | 36     | +1.875              | 1    | 18     |
| 4    | 5   | Jake Hughes            | McLaren-Nissan   | 36     | +2.931              | 6    | 12     |
| 5    | 2   | Stoffel Vandoorne      | DS               | 36     | +3.397              | 4    | 10     |
| 6    | 23  | Sacha Fenestraz        | Nissan           | 36     | +4.598              | 7    | 8      |
| 7    | 94  | Pascal Wehrlein        | Porsche          | 36     | +4.816              | 10   | 6      |
| 8    | 25  | Jean-Éric Vergne       | DS               | 36     | +5.195              | 8    | 4      |
| 9    | 7   | Maximilian Günther     | Maserati         | 36     | +5.709              | 11   | 2      |
| 10   | 9   | Mitch Evans            | Jaguar           | 36     | +6.866              | 13   | 1      |
| 11   | 48  | Edoardo Mortara        | Mahindra         | 36     | +10.116             | 18   |        |
| 12   | 1   | Jake Dennis            | Andretti-Porsche | 36     | +11.240             | 14   |        |
| 13   | 51  | Nico Müller            | Abt-Mahindra     | 36     | +14.462             | 16   |        |
| 14   | 13  | António Félix da Costa | Porsche          | 36     | +17.960             | 21   |        |
| 15   | 21  | Nyck de Vries          | Mahindra         | 36     | +19.295             | 17   |        |
| 16   | 17  | Norman Nato            | Andretti-Porsche | 36     | +25.235             | 19   |        |
| 17   | 11  | Lucas di Grassi        | Abt-Mahindra     | 36     | +25.639             | 20   |        |
| 18   | 3   | Sérgio Sette Câmara    | ERT              | 36     | +26.564             | 9    |        |
| DNF  | 33  | Dan Ticktum            | ERT              | 32     | Schade ongeluk      | 15   |        |
| DNF  | 18  | Jehan Daruvala         | Maserati         | 25     | Remmen              | 5    |        |
| DNF  | 8   | Sam Bird               | McLaren-Nissan   | 22     | Ophanging           | 12   |        |
| WD   | 16  | Sébastien Buemi        | Envision-Jaguar  | 0      | Teruggetrokken      |      |        |

## Tussenstanden wereldkampioenschap

### Coureurs
| Pos. | Nr. | Coureur            | Constructeur     | Punten |
| ---- | --- | ------------------ | ---------------- | ------ |
| 1    | 37  | Nick Cassidy       | Jaguar           | 57     |
| 2    | 94  | Pascal Wehrlein    | Porsche          | 38     |
| 3    | 25  | Jean-Éric Vergne   | DS               | 33     |
| 4    | 1   | Jake Dennis        | Andretti-Porsche | 28     |
| 5    | 9   | Mitch Evans        | Jaguar           | 21     |
| 6    | 7   | Maximilian Günther | Maserati         | 20     |
| 7    | 4   | Robin Frijns       | Envision-Jaguar  | 19     |
| 8    | 16  | Sébastien Buemi    | Envision-Jaguar  | 18     |
| 9    | 22  | Oliver Rowland     | Nissan           | 18     |
| 10   | 5   | Jake Hughes        | McLaren-Nissan   | 18     |

### Teams
| Pos. | Constructeur     | Punten |
| ---- | ---------------- | ------ |
| 1    | Jaguar           | 78     |
| 2    | DS               | 47     |
| 3    | Porsche          | 38     |
| 4    | Andretti-Porsche | 37     |
| 5    | Envision-Jaguar  | 37     |
| 6    | McLaren-Nissan   | 30     |
| 7    | Nissan           | 26     |
| 8    | Maserati         | 20     |
| 9    | ERT              | 2      |
| 10   | Mahindra         | 0      |

### Constructeurs
| Pos. | Constructeur | Punten |
| ---- | ------------ | ------ |
| 1    | Jaguar       | 103    |
| 2    | Porsche      | 70     |
| 3    | Stellantis   | 61     |
| 4    | Nissan       | 48     |
| 5    | ERT          | 2      |
| 6    | Mahindra     | 0      |